# James Mackay
James Mackay (Sídney, Australia; 20 de julio de 1984) es un actor australiano. Actualmente interpreta a Steven Carrington en la serie de televisión estadounidense de The CW, Dynasty.

## Primeros años y educación
Mackay asistió a Sydney Grammar School en Sídney, Australia, donde comenzó a actuar en obras de teatro.
Mackay estudió en la Universidad de Sídney, donde se graduó con una Licenciatura en Historia y Literatura Inglesa, antes de entrenar como actor en la Academia de Australia Occidental de Artes Escénicas en Perth.

## Carrera
En 2013, Mackay interpretó a Irwin en la obra teatral The History Boys de Alan Bennett, junto a John Wood, Heather Mitchell y Paul Goddard.
Mackay era un socio artístico de la compañía de teatro independiente Cry Havoc.

### Cine y televisión
Mackay apareció más recientemente como William Beaumont en la película australiana de 2015, The Dressmaker junto a Kate Winslet, Judy Davis, Liam Hemsworth y Hugo Weaving. IMDb también le atribuye haber trabajado en las películas Hacksaw Ridge, dirigida por Mel Gibson, y Piratas del Caribe: La venganza de Salazar, la quinta entrega de la franquicia de Jerry Bruckheimer, dirigida por Joachim Rønning y Espen Sandberg.
Otros créditos incluyen Don't Be Afraid of the Dark, protagonizada por Katie Holmes y Guy Pearce, The Lovers, dirigida por Palme d'Or. Mackay también interpretó papeles en el thriller de terror de 2012 Redd Inc. (publicado como Inhuman Resources en EE. UU.).
En 2017, Mackay fue elegido para interpretar a Steven Carrington en el reinicio de Dynasty.

## Filmografía

### Teatro
| Año  | Título                   | Personaje   |
| ---- | ------------------------ | ----------- |
| 2009 | Julius Caesar            | Marc Antony |
| 2010 | Three Sisters            | Andrey      |
| 2012 | Les Liaisons Dangereuses | Danceny     |
| 2013 | The History Boys         | Irwin       |

### Cine
| Año  | Título                                                              | Personaje        |
| ---- | ------------------------------------------------------------------- | ---------------- |
| 2009 | Don't Be Afraid of the Dark                                         | Librarian        |
| 2010 | Connection                                                          | Dan              |
| 2011 | Hairpin                                                             | Simon            |
| 2012 | Redd Inc (también conocido como "Inhuman Resources")                | Rudy Khan        |
| 2012 | Being Venice                                                        | Bombero          |
| 2013 | Singularity (también conocido como "The Lovers" o "Time Traveller") | Charles Stewart  |
| 2015 | The Dressmaker                                                      | William Beaumont |
| 2016 | Hasta el último hombre                                              | Fiscal           |
| 2017 | Piratas del Caribe: La venganza de Salazar                          | Maddox           |
| 2017 | Battle of the Sexes                                                 | Barry Court      |

### Televisión
| Año       | Título              | Personaje         | Notas                                         |
| --------- | ------------------- | ----------------- | --------------------------------------------- |
| 2010      | Rescue Special Ops  | Saxon Blake       | Episodio: "Out of the Ashes"                  |
| 2012      | The Straits         | Joel Thomson      | 5 episodios                                   |
| 2012      | Micro Nation        | Lindsay McFadden  | Episodio: "Meet Pullamawang"                  |
| 2014      | The Tomorrow People | Julian Masters    | 2 episodios: "Enemy of My Enemy", "Rumble"    |
| 2017      | The Leftovers       | Bernard           | Episodio: "G'Day Melbourne"                   |
| 2017      | Love Child          | Lance             | Temporada 4, Episodio Tres                    |
| 2017-2019 | Dynasty             | Steven Carrington | Protagonista 29 episodios, serie de TV The CW |